# Bečvář (kráter)
Bečvář je měsíční kráter nacházející se blízko rovníku na odvrácené straně Měsíce a tudíž není pozorovatelný přímo ze Země. Leží severovýchodně od kráteru Necho. Severo-severovýchodně od Bečváře se nachází kráter Gregory. Bečvář má průměr 67 km, pojmenován je podle českého astronoma a klimatologa Antonína Bečváře.
Satelitní kráter Bečvář X se dotýká jeho severního okraje.

## Satelitní krátery

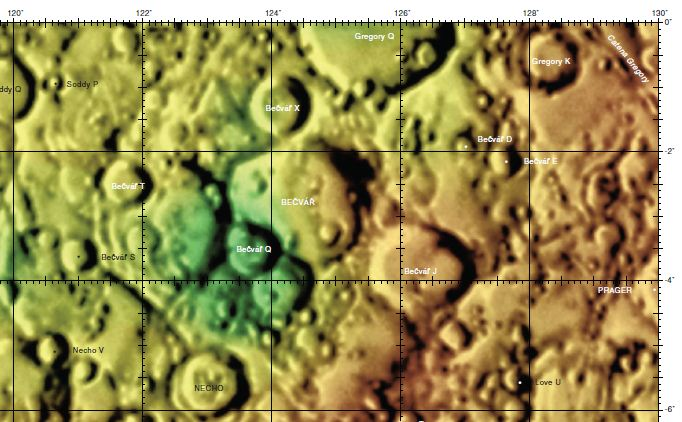
Topografická mapa kráteru Bečvář a okolí.

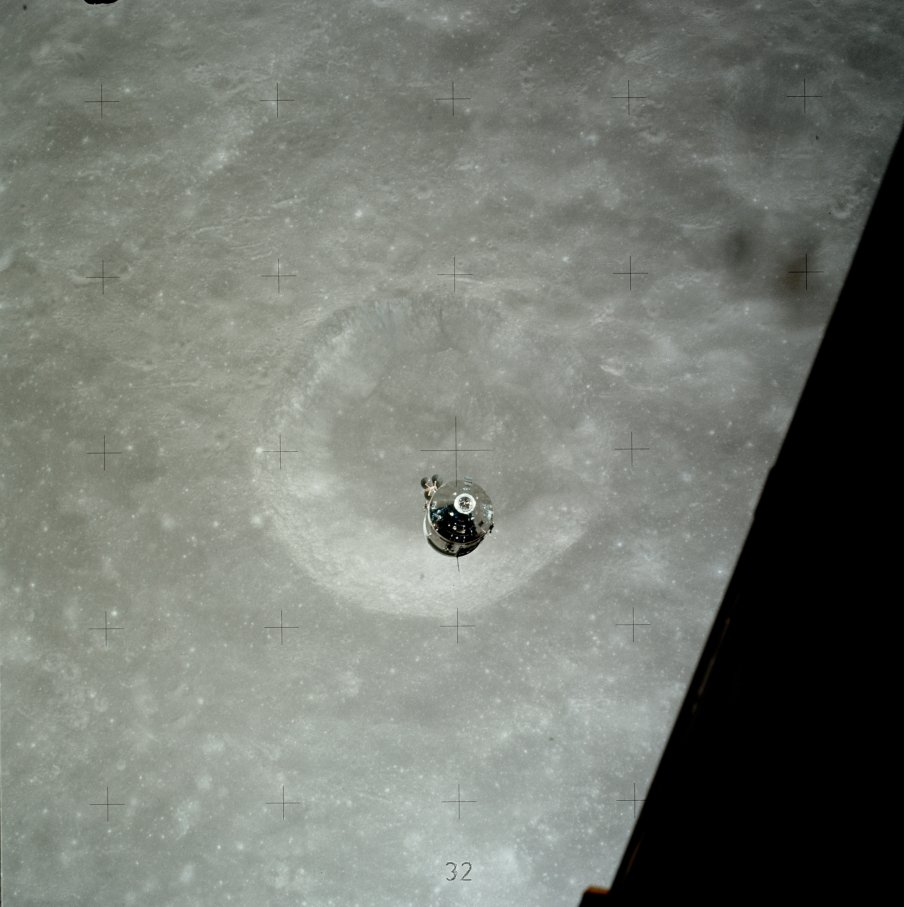
Modul CSM mise Apollo 17 nad kráterem Bečvář X.

V okolí kráteru se nachází několik menších kráterů. Ty byly označeny podle zavedených zvyklostí jménem hlavního kráteru a velkým písmenem abecedy.
| Bečvář | Sel. šířka | Sel. délka | Průměr |
| ------ | ---------- | ---------- | ------ |
| D      | 1.5° J     | 126.5° V   | 15 km  |
| E      | 2.0° J     | 127.8° V   | 15 km  |
| J      | 3.6° J     | 126.6° V   | 45 km  |
| Q      | 2.9° J     | 124.0° V   | 28 km  |
| S      | 3.0° J     | 121.1° V   | 14 km  |
| T      | 1.8° J     | 121.9° V   | 27 km  |
| X      | 1.0° J     | 124.5° V   | 26 km  |